# Xian de Qing
Pour les articles homonymes, voir Qing (homonymie).
Le xian de Qing (青县 ; pinyin : Qīng Xiàn) est un district administratif de la province du Hebei en Chine. Il est placé sous la juridiction de la ville-préfecture de Cangzhou.

## Démographie
La population du district était de 375 356 habitants en 1999.